# Jean Chacornac
Jean Chacornac (* 21. Juni 1823 in Lyon; † 23. September 1873 in Lyon) war ein französischer Astronom.
Er arbeitete an den Observatorien von Marseille und ab 1854 Paris.
Er erstellte mehrere hochwertige Sternkarten, darunter den Atlas ecliptique, und entdeckte sechs Asteroiden (siehe Liste der Asteroiden) sowie das NGC-Objekt mit der Nummer 1988 im Sternbild Stier.
Zu Ehren von Chacornac wurde der Asteroid (1622) Chacornac und der Mondkrater Chacornac nach ihm benannt.